# Karl-Erik Svenheden

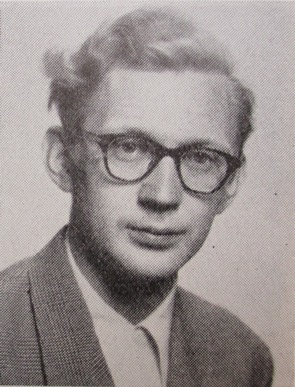
Karl-Erik Svenheden.

Karl-Erik Sigvard Svenheden, född 5 september 1929 i Ås församling, Hallands län, död 12 maj 2000 i S:t Nikolai församling i Hallands län, var en svensk läkare. Han var far till Joakim Svenheden.
Svenheden, som var son till folkskolläraren och organisten Algot Svenheden och Alfhild Nilsson, blev efter studentexamen i Göteborg 1948 medicine kandidat vid Lunds universitet 1952 och medicine licentiat där 1957. Han var vikarierande underläkare vid Halmstads lasaretts kirurgiska avdelning under sju månader 1954 och 1955, vid Kroppefjälls sanatorium under tre månader 1956–1957, vikarierande provinsialläkare i Jokkmokks distrikt under en månad 1956, i Gärsnäs distrikt under två månader 1956, vikarierande underläkare vid Gävle lasarett under fem månader 1957, vid kirurgiska avdelningen 1957 och underläkare där från 1958–1961, vid gynekologiska kliniken där 1961–1962, vid kirurgiska på Helsingborgs lasarett 1962–1966 samt biträdande överläkare vid kirurgiska kliniken på Söderhamns lasarett 1966–1971 och läkare vid Söderhamns mödravårdscentral 1967–1971. Han blev specialist i allmän kirurgi 1970 och läkare vid Kungsbacka vårdcentral 1971,  men återvände till Söderhamns lasarett 1974 som överläkare och klinikchef vid kirurgiska avdelningen där.